# 维尔纳·马尔希

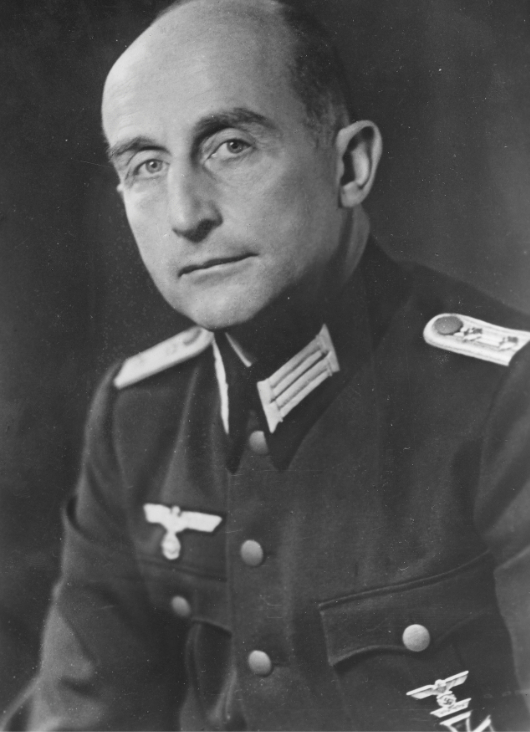
维尔纳·马尔希

维尔纳·马尔希（Werner Julius March，1894年1月17日—1976年1月11日）是一位德国建筑师，他也是德国1936年夏季奥林匹克运动会主体育场柏林奧林匹克體育場的設計師。赫尔曼·戈林的位于柏林附近的狩猎屋风格乡间住宅卡琳堂也是马驰设计的。1956-1960年间，维尔纳·马尔希设计了埃及的开罗国际体育场。